# Базыково (Псковская область)
Базыково — деревня в Дедовичском районе Псковской области России. Входит в состав Пожеревицкой волости.
Расположена на западе района, в 14 км к западу от райцентра Дедовичи и в 3 км к востоку от деревни Дубровка.

## Население
| 2001 | 2002 | 2010 |
| ---- | ---- | ---- |
| 79   | ↘73  | ↘38  |

Численность населения деревни по оценке на начало 2001 года составляла 79 жителей.

## История
До 3 июня 2010 года деревня входила в состав ныне упразднённой Дубровской волости Дедовичского района.